# Halloween Park

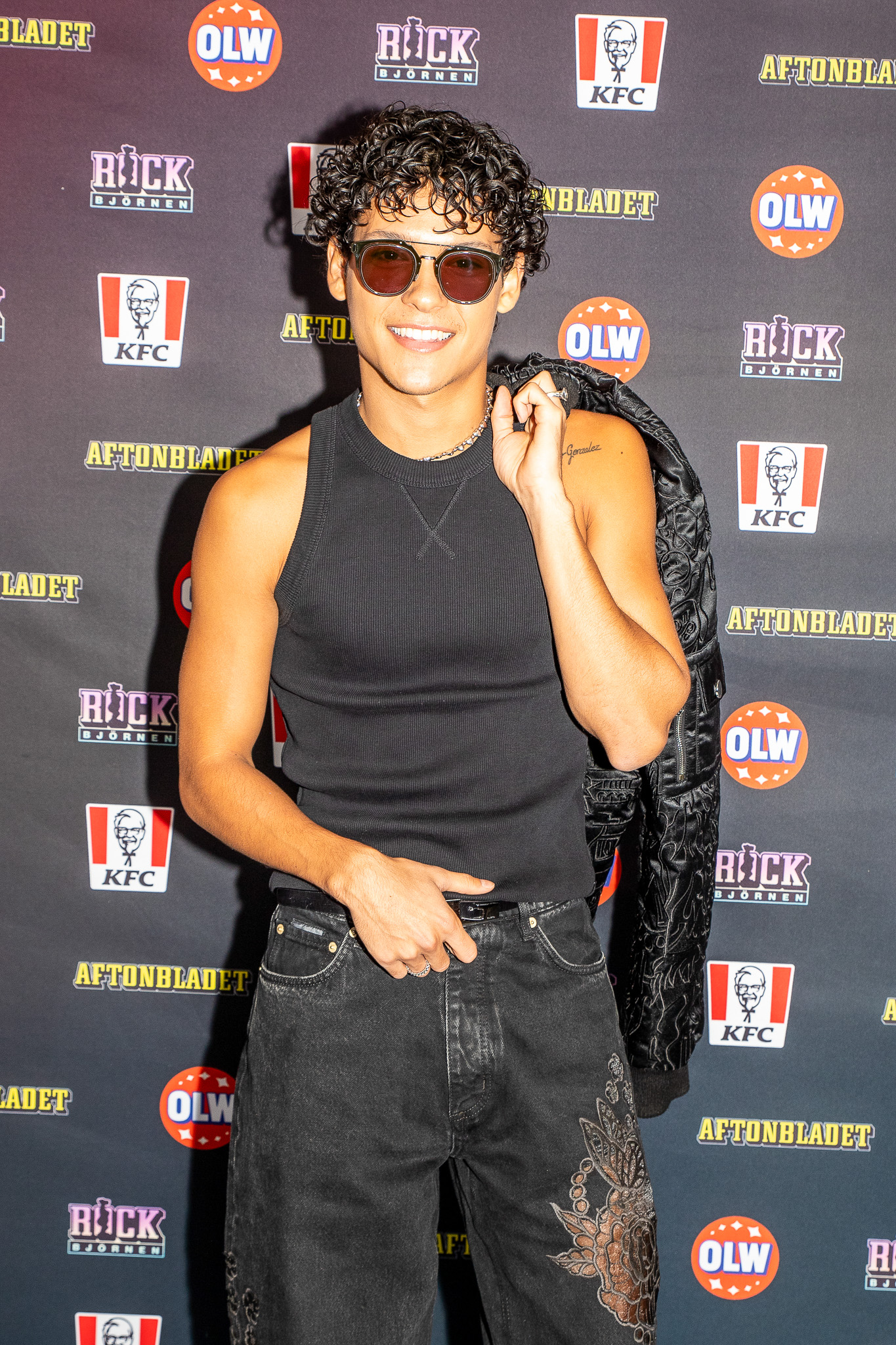
Omar Rudberg spielt Dante (Foto von 2024)

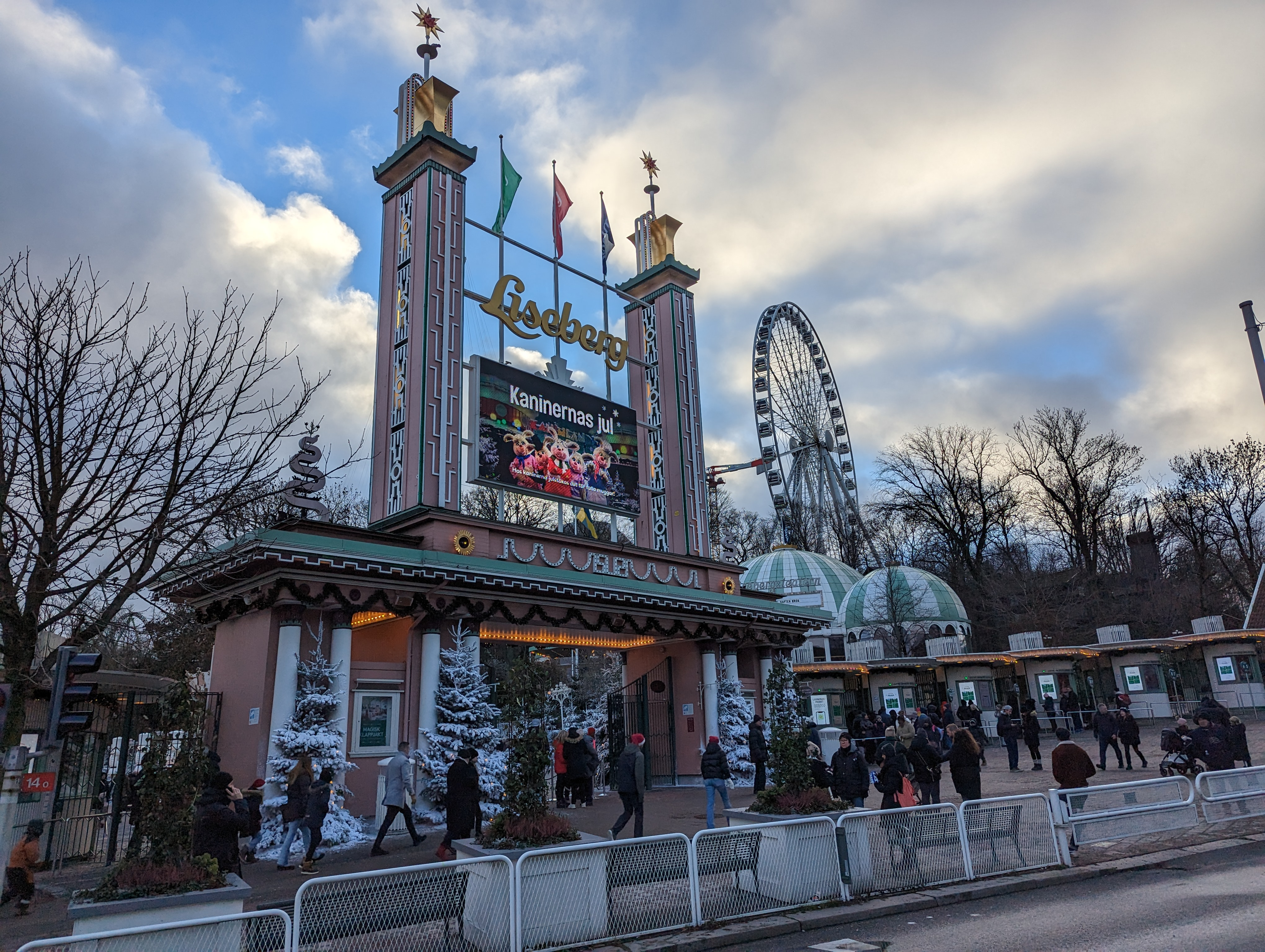
Der Horrorfilm spielt im Vergnügungspark Liseberg in Göteborg

Halloween Park (Originaltitel: Karusell) ist ein schwedischer Horrorfilm von Simon Sandquist aus dem Jahr 2023. Der Film kam zuerst am 20. Oktober 2023 in Schweden in die Kinos.

## Handlung
Fiona arbeitet seit einiger Zeit im Göteborger Vergnügungspark Liseberg und bekommt den Auftrag, den Park zu Halloween nachts für eine Gruppe von wenigen VIP-Gästen zu öffnen, welche die Attraktionen abseits des täglichen Gedränges erleben sollen. Die Gäste entpuppen sich als fünf Personen – Jenny, Dante, William, Tora und Sebbe – mit denen Fiona früher befreundet war, bis der Tod ihrer Freundin Petra auf der letztjährigen Halloweenparty dies beendete. Sie zeigt der Gruppe ein paar Fahrgeschäfte, eine plötzliche Abstellung des Stroms sowie eine sie verfolgende Gestalt in einem Spukhaus nähren bei Fiona den Verdacht, dass sie nicht allein in dem Park sind.
Als die jungen Leute eine Achterbahnfahrt auf der Valkyria beginnen, erhält Fiona einen Rückruf ihrer Chefin, die ihr sagt, dass sie ihr nie eine E-Mail mit dem Auftrag schrieb und es keinerlei nächtlichen VIP-Events in dem Park gebe. Nur einen Augenblick später wird Sebbe während der Fahrt von jemandem mit einer Axt getötet. Es beginnt ein Katz-und-Maus-Spiel auf dem Gelände, wobei es dem Unbekannten gelingt, Tora und William zu töten. Fiona hat die Idee, mit Dante und Jenny durch einen Tunnel unter der Wildwasserbahn Kållerado zu fliehen. Mittlerweile hat sich herausgestellt, dass der Mitarbeiter Christer der Unbekannte ist; Petra war seine Tochter. Auf der letztjährigen Halloweenparty hatte William ihr LSD ins Getränk gemischt, worauf Petra in den Wald lief und – im Stich gelassen von den anderen – bei einem Sturz tödlich verunglückte. Zuvor hatte sie dem Vater noch auf die Mailbox gesprochen.
Bei der Flucht durch den Tunnel wird Dante von Christer getötet und Jenny von ihm mitgenommen, nur Fiona kann entkommen. In einem Büro ruft Fiona die Polizei. Über ein dort deponiertes Walkie-Talkie fragt Christer Fiona, ob sie auch Jenny im Stich lassen wolle, und dass sie Jenny bei der Holzachterbahn Balder finden würde. Dort stellt sich Fiona Christer und spielt ihm vor, sich die Pulsadern aufzuschneiden. Mit dieser List gelingt es ihr, Christer zu überwältigen und die gefesselte Jenny zu befreien. Als die beiden Frauen die Achterbahn verlassen, lauert ihnen der verletzte Christer auf. Mit vereinter Kraft können die beiden den Angreifer von der Attraktion stoßen und ihn damit töten.
Die eintreffende Polizei versorgt die beiden verletzen Frauen. Schnell wird klar, dass Christer das alles nicht allein habe bewerkstelligen können. In den nachfolgenden Schnitten sieht man, dass Petras Bruder der Komplize war. Diesem gelingt es, unbemerkt mit einer Maske über dem Gesicht, den Park zu verlassen.

## Synchronisation
Die deutschsprachige Synchronisation übernahm die DMT Digital Media Technologie GmbH, Hamburg. Das Dialogbuch schrieb Andreas Barz, Dialogregie führte Matthias Klimsa.
| Rolle              | Darsteller              | Synchronsprecher       |
| ------------------ | ----------------------- | ---------------------- |
| Christer           | Michael Brolin          | Matthias Klimsa        |
| Daniella           | Katerina Pavlou         | Sarah Diener           |
| Dante              | Omar Rudberg            | Brian Sommer           |
| Fiona              | Wilma Lidén             | Tomma Harloff          |
| Fredrik            | Manfred Knapp Drougge   | Jan Küch               |
| Jenny              | Amanda Lindh            | Jana Dunja Gries       |
| Petra              | Amanda Nilsson          | Nastaran Amiry         |
| Polizist Rolf      | Thomas Hedengran        | Michael Bideller       |
| Polizistin Marcela | Berna Inceoglu          | Lynne Glaner           |
| Sebbe              | Emil Algpeus            | Philipp Draeger        |
| Tora               | Embla Ingelman-Sundberg | Elisa Pioch            |
| William            | Ludvig Deltin           | Julian-Elias Henneberg |

## Drehorte
Gedreht wurde in Schwedens größtem Vergnügungspark, Liseberg in Göteborg.

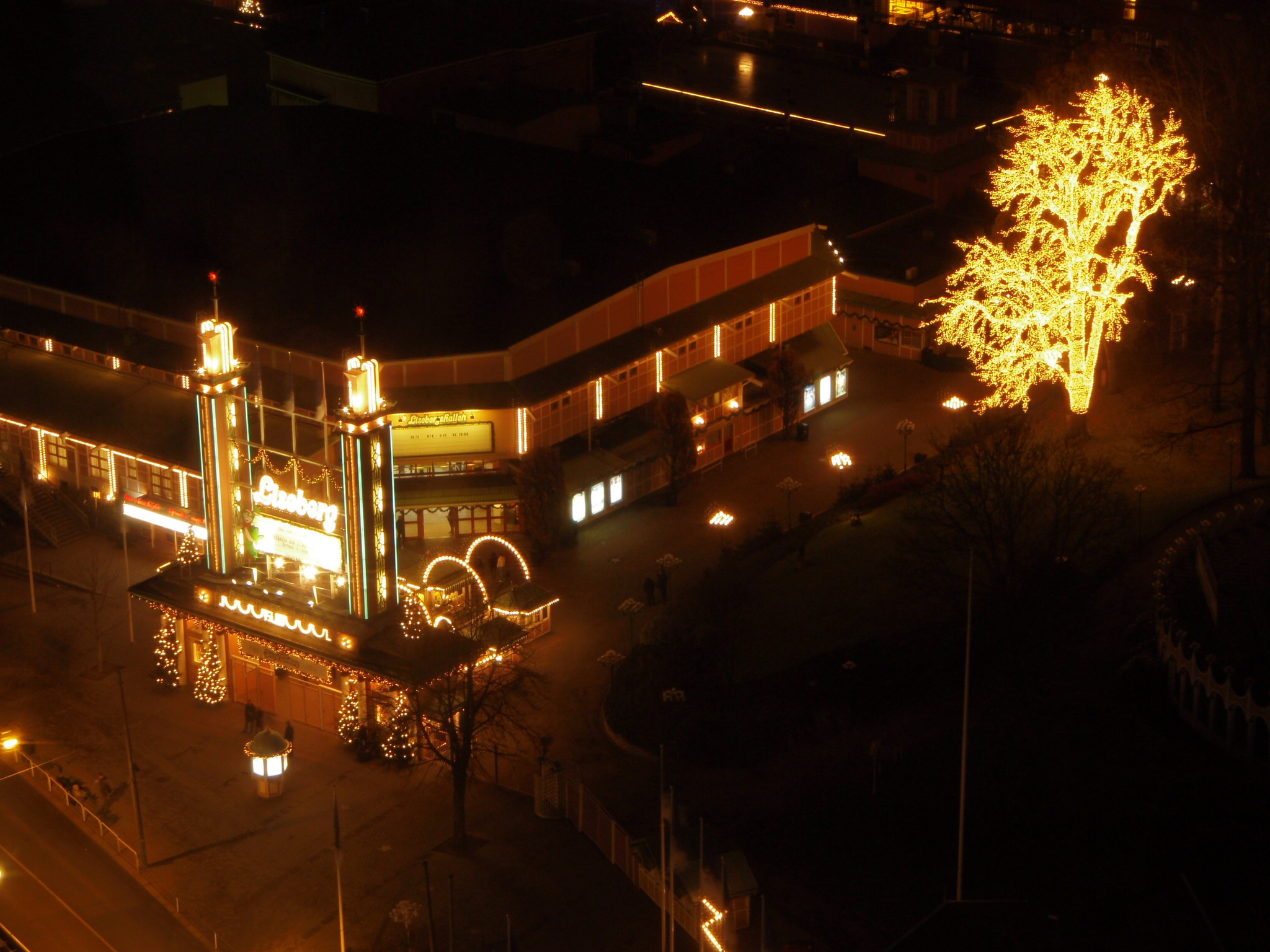
Der Eingang zum Park, an dem Fiona die Gruppe empfängt
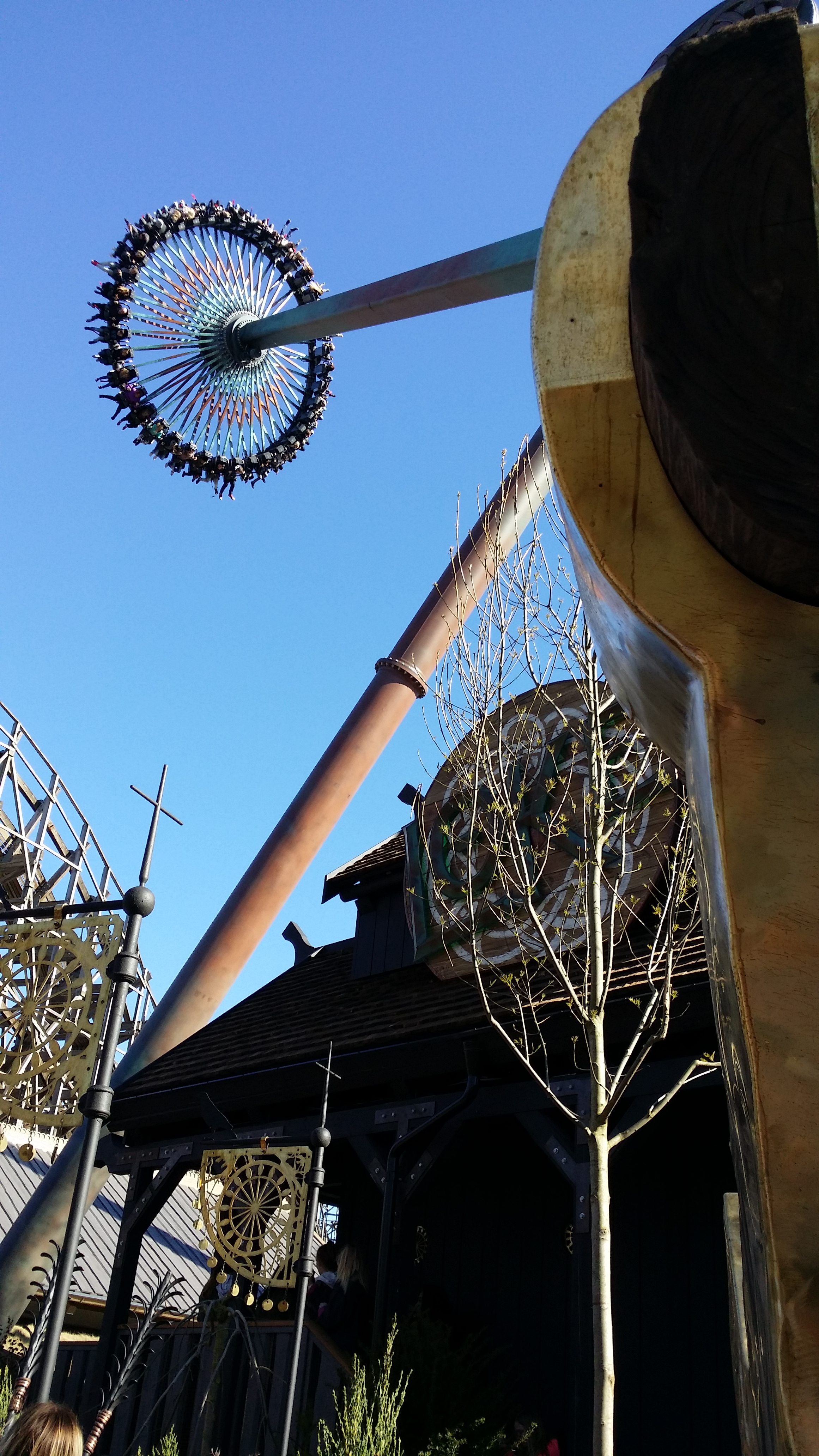
Eine der ersten besuchten Attraktionen ist Gyro-Swing Loke
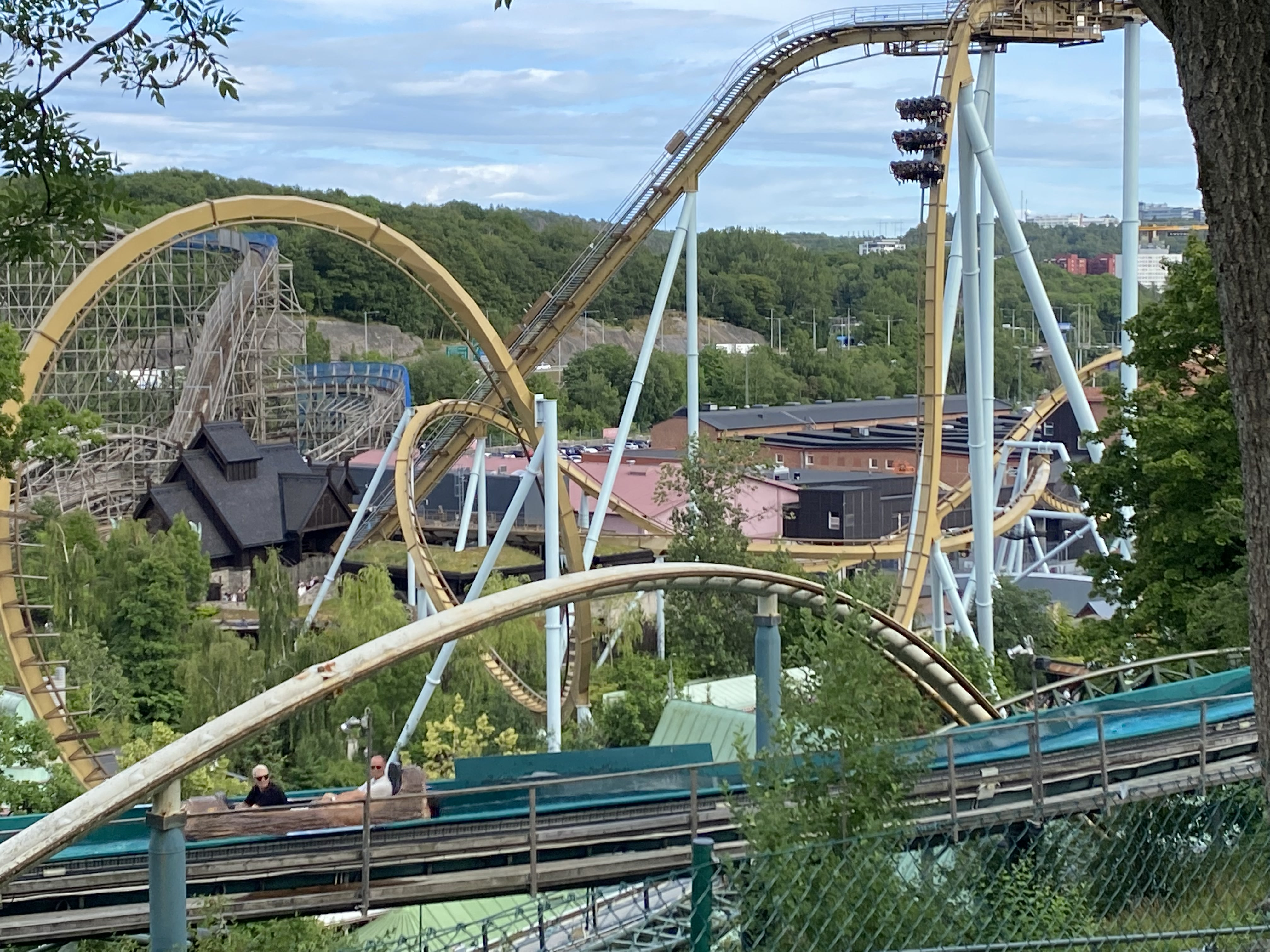
Bei der Fahrt auf der Achterbahn Valkyria wird Sebbe getötet
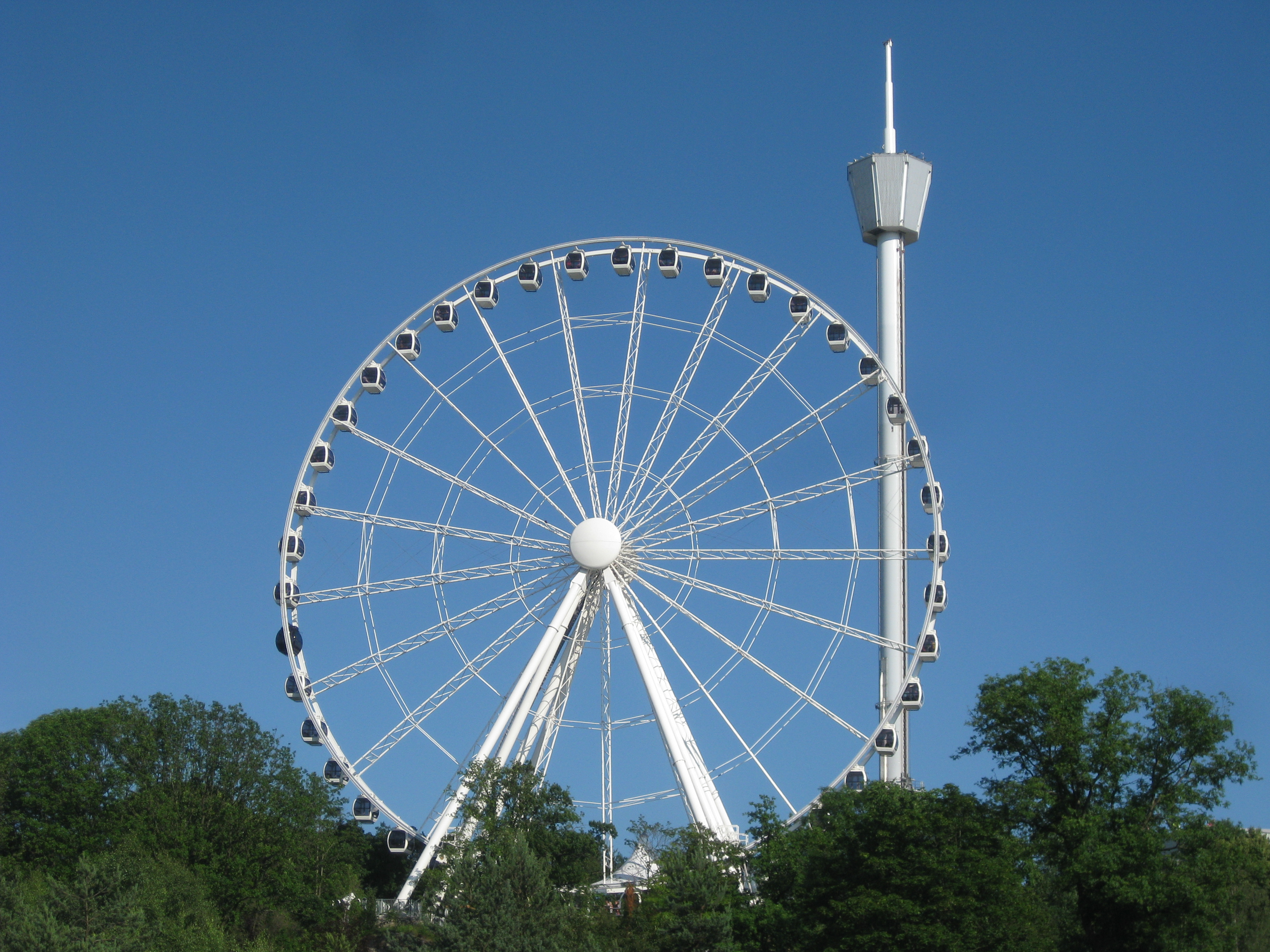
Das Riesenrad Lisebergshjulet, vor dem Tora getötet wird
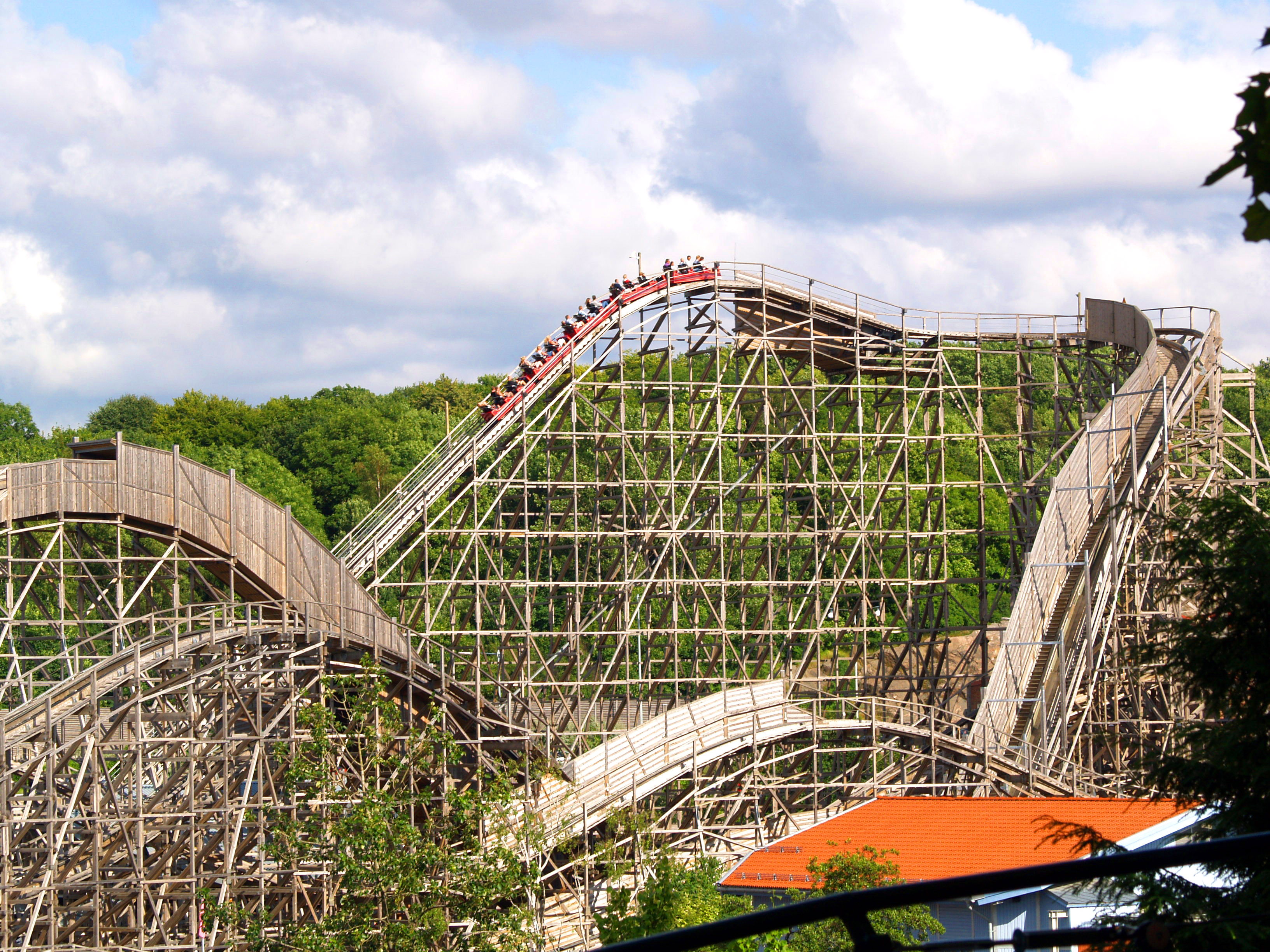
Die Achterbahn Balder, Kulisse für das Filmfinale

## Rezeption

### Kritiken
Das Lexikon des internationalen Films bewertet den Film mit 2,5 von 5 Sternen. Halloween Park sei „[e]in routinierter Teen-Slasher, der weniger aufs blutige Breitwalzen seiner Attacken als auf solide Spannung, zwischenmenschliche Reibungen und das atmosphärische Spiel mit dem Freizeitpark-Schauplatz setzt“.
Kritiker Oliver Armknecht kommt in seiner Kritik auf film-rezensionen.de auf insgesamt 5 von 10 Punkten. Das Setting mit dem Vergnügungspark sei reizvoll und atmosphärisch, was gerade anfangs gut funktioniere. Allerdings hätte Regisseur Simon Sandquist mehr aus dem Film herausholen können. So würde das Setting immer weniger eine Rolle spielen, auch gebe es selten Momente, in denen wirklich Spannung aufkomme. Armknecht bemängelt, dass sich die Jugendlichen relativ schnell der Situation ergeben, obwohl sie als Gruppe vereint gegen Einen eigentlich mehr Erfolg haben sollten. Die Aufklärung käme nicht sonderlich überraschend, es sei dem Publikum schnell klar „dass hier die Schiene von Ich weiß, was du letzten Sommer getan hast verfolgt wird“. Auch wenn bei Halloween Park wenig dabei sei, über das man sich ärgern müsse, hätte man bei dem Setting im Film mehr erhoffen dürfen.
Die Redaktion der Cinema beschreibt den Film als „kurzweilige[n] Halloween-Horror mit recht klassischer Slasher-Formel“ und bewertet den Film mit 3 von 5 Punkten. Wer hinter den Taten stecke, sei schnell erraten, auch wären die Opfer relativ stereotyp dargestellt. Was in dem Film für Spannung sorge, sei die fürs Genre unübliche Darstellung des Mörders als nicht übermaächtig-unbesiegbaren Gegner, auch sei angenehm, dass die Teenager sich aktiv zu Wehr setzten und sich „nicht einfach abschlachten lassen wollen“.

## Einspielergebnis
In Deutschland sahen den Film in den ersten zwei Wochen knapp 55.000 Kinogänger, was einem Einspielergebnis von über 500.000 Euro entspricht.